# Хортон (мультфільм)
«Хортон» (англ. Horton Hears a Who!) — американський анімаційний фільм 2008 року.

## Сюжет
Хортон — слон, що мешкає в джунглях. Він купався в річці, розповідав дітлахам про природу. Це не дуже подобалося батькам малюків, особливо Кенгуру:
|  | ...із тих, що все знають, поради дають Вона запровадила в джунглях закон, Сама піднесла себе в лісі на трон |

Вона вчила решту, що в джунглях не можна поводитися, як дика тварина, тому суворо забороняла своєму синові Руді гратися з Хортоном (хлопчикові доводилося постійно сидіти в торбі матері).
Одного разу повз Хортона пролетіла пилинка. І раптом він почув, як хтось гукає на допомогу. Спочатку він, звісно, не повірив своїм вухам. Але потім переконався, що це з пилинки кричать до нього. Він подумав — а раптом на пилинці можуть жити люди? Він зрозумів, що тепер від нього залежить життя бідолах, що проносилися в джунглях на пилинці. Тому він помістив її на квітку конюшини.
Кенгуру, дізнавшись про нову примху дивакуватого слона, попередила його, що він поводиться неналежним чином, тому має позбутися квітки.
А тим часом на пилинці розміщувалося ціле славне містечко Хтовськ, де жили безтурботні та веселі люди.
|  | За мера у Хтовську був дядько Дрібняк Статечний і чесний, і трохи дивак |

Він мав 96 доньок і одного сина — Джо Джо. Хлопчик мав замінити батька на посаді мера, проте йому це було не до вподоби. Джо Джо не розмовляв із батьком, і Дрібняк дуже сумував із цього приводу.
Мер, йдучи містом, побачив дивні речі — на небі незвично пливли хмари, а будинки часом тряслися, як від землетрусу. А мешканці Хтовська якраз готувалися до свята нового Хтоліття. Мер дуже не хотів, щоб свято було зіпсовано, тому пропонував перенести його проведення через дивні явища, що він бачив. Проте судді його не послухали, тож, підготовка до свята продовжувалася.
Аж раптом Дрібняк почув голос із транслятора на своєму балконі — це Хортон звертався до мешканців пилинки, що розміщувалася на квітці конюшинки. Хортон повідав мерові, що слон — гора, порівняно з їх містом, воно — лише пилинка у Всесвіті. Мер, надзвичайно здивований, вирішив порадитися з науковцем, і та доповіла Дрібнякові, що, якщо їх місто справді настільки мале, то йому можуть загрожувати жахливі катастрофи з великого світу.
Хортон пообіцяв мерові знайти надійний прихисток Хтовську. Таким місцем йому здавався соняшник на горі. Туди й вирушив Хортон із квіткою конюшини в хоботі.
Кенгуру, втім дізналася, що Хортон не послухав її поради позбутися пилинки, покликала на допомогу стерв'ятника Влада, що пообіцяв з'їсти трикляту конюшину.
Хортон дорогою до гори зустрівся з безліччю перешкод: подолав крихкий місток, ледь не заморозив Хтовськ вночі. Але найголовнішою перешкодою виявився стерв'ятник. Він вихопив квітку з хобота слона, і кинув її на поле, що було повністю засаджене конюшиною.
Мешканцям міста було несолодко, поки квітка перебувала у Влада, адже той необережно ніс її, тому все місто хиталося. Мер зібрав усіх мешканців, щоб вони сховалися від небезпеки у схованки. Він розповів їм, що їх світ — маленька пилинка, яку тримає на квітці слон. Але оскільки квітку було викрадено, Хортон не зміг вийти на зв'язок.
Хортон цілий день присвятив пошуку пилинки.
|  | Шукав і пообідді, трудився - будь здоров, На тримільйонній квітці нарешті їх знайшов |

І ось, мешканці міста Хтовська почули Хортона — мер виявився правим.
Та знову не все складалося успішно для Хортона. Його із квіткою побачила пташка, що негайно доклала про побачене Кенгуру. Та зібрала всіх мешканців джунглів і нацькувала їх проти Хортона. Коли слон майже дістався гори, його наздогнали та пообіцяли, що зварять конюшину в котлі з маслом.
Хортон встиг попередити мешканців Хтовська про небезпеку: вони почали гучно кричати: «Ми внизу!». Проте, на жаль, ніхто, окрім Хортона їх не чув. Всі люди на пилинці щосили співали, тільки син мера — Джо Джо втік кудись. Мер пішов за сином і побачив, що той облаштував у старій обсерваторії дивовижні величезні музичні інструменти. Кенгуру кинула квітку в казан, але тим часом Джо Джо піднявся на найвище місце Хтовська і щосили крикнув: «Йо» — і це врятувало їх. Нарешті, галас мешканців Хтовська прорвався через оболонку пилинки, Руді почув їх і схопив квітку. Тепер вже всі звірі джунглів почули й переконалися — на пилинці живуть люди!
Таким чином, Джо Джо помирився зі своїм батьком. Кенгуру зрозуміла, що невірно поводилася, і Руді звільнився від її постійної уваги. Хортон і всі звірі віднесли конюшинку на гору, де Хтовськ міг спокійно продовжувати своє існування. Фільм закінчується піснею та словами:
|  | Кінчилась пригода ця гарно для всіх: для Хортона, хтосів, звірят лісових Хай кожен затямить і кожен хай знає, Що люди є люди - розмір ролі не грає |

## Ролі озвучували
- Хортон — Джим Керрі — головний герой
- Мер Хтовська Дрібняк — Стів Карелл
- Кенгуру — Керол Бернетт — головний негативний персонаж фільму
- Джо Джо — Джессі Маккартні — єдиний син Дрібняка, що рятує Хтовськ
- Мортон  — Сет Роген — блакитна миша, товариш Хортона, що повідомляє його про те, що звірі переслідують його
- 96 доньок Дрібняка — Селена Гомес
- Селлі — Емі Полер — дружина Дрібняка, мати 96 доньок та Джо Джо
- Доктор Мері — Айла Фішер — науковець Хтовська, що повідомляє Дрібнякові про небезпеку від зовнішнього світу
- Влад Владікофф — стерв'ятник — Вілл Арнетт
- Юммо Вікершем — ватажок мавпячого племені — Ден Фоґлер
- Кеті — маленький жовтий як — Джої Кінг

### Інформація про український дубляж
Ролі дублювали:
- Дмитро Вікулов — оповідач
- Павло Шилько — Хортон
- Володимир Зеленський — Мер Хтовська Дрібняк
- Лариса Руснак — Кенгуру
- Микола Кашеїда — Джо-Джо
- Володимир Жогло — Мортон
- Ірина Ткаленко — Селлі
- Катерина Сергеєва — Доктор Мері
- Василь Мазур — Влад Владікофф
- Епізодичні ролі дублювали: Мишко Жогло, Констянтин Таран, Ірина Яценко, Петро Сова, Дмитро Лінартович, Катерина Качан, Мар'яна Мазур, Софія Нестеренко, Валерія Туловська.

Фільм дубльовано студією «Central Production International Group» (Росія-Україна) на замовлення компанії «Геміні» у 2008 році.
- Режисер дубляжу — Константин Лінартович
- Український синхронний текст — Роман Дяченко, Ольга Чернілевська
- Текст пісень — Роман Дяченко
- Музичний керівник — Світлана Дубініна
- Звукорежисер — Віталій Алфьоров
- Звукорежисер перезапису — Василь Крачковський
- Менеджер проекту — Ірина Туловська
- Керівник проекту — Девід Шуфутинський
- Пісню виконували: Наталя Божовська, Юлія Коломієць, Микола Сербін, Віктор Черниш

## Саундтрек
- Автор оригінальної музики фільму — композитор Джон Павелл
- У кінці фільму звучить пісня «Не можу стримати почуттів» (англ. — Can't Fight This Feeling). Автори пісні — рок-гурт REO Speedwagon. Пісню не було вказано в списку саундтреків до фільму. Її ж було використано в фільмі Тіма Бертона «Бітлджус»

## Критика
На сайті Rotten Tomatoes фільм отримав 78 % (102 позитивних відгуків і 28 негативних)
На сайті Metacritic «Хортон» отримав 31 відгуків і загальну оцінку 71 зі 100

## Касові збори
Анімаційний фільм «Хортон» зібрав $154,529,439 в США та Канаді, $142,608,575 у решті світу. Загальна кількість касових зборів, таким чином, становить $297,138,014.